# فريدي ستيفنسون
فريدي ستيفنسون (بالإنجليزية: Freddie Stevenson)‏ هو مغني بريطاني، ولد في 9 مارس 1980 في هيرفورد في المملكة المتحدة.

## وصلات خارجية
- الموقع الرسمي
- فريدي ستيفنسون على موقع IMDb (الإنجليزية)
- فريدي ستيفنسون على موقع ميوزك برينز (الإنجليزية)
- فريدي ستيفنسون على موقع ديسكوغز (الإنجليزية)
- فريدي ستيفنسون على موقع قاعدة بيانات الفيلم (الإنجليزية)